# David Nwaba
David U. Nwaba (Los Ángeles, California, 14 de enero de 1993) es un baloncestista estadounidense que pertenece a la plantilla de los London Lions de la BBL. Con 1,96 metros de estatura, juega en la posición de escolta o alero.

## Trayectoria deportiva

### Universidad
Al unirse inicialmente a los Hawaii Pacific, fue restringido para jugar con Santa Monica College en 2012. Pero la 2012–13, fue nombrado Western State Conference South Division Player of the Year y elegido en el primer equipo de la All-California Community College Athletic Association al promediar 20,5 puntos y 8,8 rebotes.
Desde 2013 a 2016, jugó con los Mustangs de la Universidad Politécnica Estatal de California, en las que promedió 11,9 puntos, 6,3 rebotes y 3,5 asistencias por partido.

### Profesional
Tras no ser elegido en el Draft de la NBA de 2016, disputó el primer Eurobasket Summer League celebrado en Las Vegas, donde en dos partidos promedió 24,8 puntos, 7 rebotes y 4,8 asistencias.
Fichó por los Reno Bighorns de la NBA D-League, pero fue finalmente transferido a Los Angeles D-Fenders, debutando con el equipo el 11 de noviembre ante los Iowa Energy, consiguiendo 11 puntos y 7 rebotes.
El 28 de febrero de 2017 firmó contrato por diez días con Los Angeles Lakers, debutando ese mismo día en un partido ante Charlotte Hornets.
El 14 de julio de 2017, tras ser cortado por los Lakers, es reclamado por los Chicago Bulls.
Tras una temporada en la que llegó a ser titular en Chicago, el 8 de septiembre de 2018, Nwaba firma por 1 año y $1.5 millones con Cleveland Cavaliers.
El 17 de julio de 2019, firma un contrato con los Brooklyn Nets. El 19 de diciembre de 2019, en un encuentro ante San Antonio Spurs, Nwaba sufre una lesión en el tendón de Aquiles, que le apartará el resto de la temporada. Motivo por el cual, el 3 de enero de 2020, fue cortado por los Nets.
El 23 de junio de 2020, los Houston Rockets anunciaron que habían firmado a Nwaba.
El 30 de septiembre de 2022 es traspasado junto a Sterling Brown, Trey Burke y Marquese Chriss a Oklahoma City Thunder, a cambio de Derrick Favors, Ty Jerome, Moe Harkless y Theo Maledon. El 17 de octubre es cortado por los Thunder.
El 17 de diciembre de 2022 pasó del Lakeland Magic al Motor City Cruise de la G League.
El 8 de enero de 2024, Nwaba firmó con los London Lions de la British Basketball League.

## Estadísticas de su carrera en la NBA

### Temporada regular
| Año     | Equipo      | PJ  | PT | MPP  | %TC  | %3P  | %TL  | RPP | APP | ROB | TPP | PPP |
| ------- | ----------- | --- | -- | ---- | ---- | ---- | ---- | --- | --- | --- | --- | --- |
| 2016-17 | L.A. Lakers | 20  | 2  | 19.9 | .580 | .200 | .641 | 3.2 | .7  | .6  | .4  | 6.0 |
| 2017-18 | Chicago     | 70  | 21 | 23.5 | .478 | .346 | .655 | 4.7 | 1.5 | .8  | .4  | 7.9 |
| 2018-19 | Cleveland   | 51  | 14 | 19.3 | .481 | .320 | .682 | 3.2 | 1.1 | .7  | .3  | 6.5 |
| 2019-20 | Brooklyn    | 20  | 0  | 13.4 | .521 | .429 | .667 | 2.3 | .4  | .6  | .6  | 5.2 |
| 2020-21 | Houston     | 30  | 9  | 22.6 | .486 | .270 | .691 | 3.9 | 1.0 | 1.0 | .7  | 9.2 |
| 2021-22 | Houston     | 46  | 4  | 13.2 | .483 | .306 | .716 | 3.3 | .8  | .6  | .4  | 5.1 |
| Total   | Total       | 237 | 50 | 19.3 | .490 | .320 | .673 | 3.7 | 1.0 | .7  | .4  | 6.8 |